# Dani Tammam Akel
Dani Tammam Akel (en russe : Дани Таммам Акель) est un combattant russo-syrien de la guerre russo-ukrainienne et un militant de l'opposition russe qui a rejoint la Légion Liberté de la Russie.

## Biographie
Dani Tammam Akel est le fils d'un Syrien et d'une Russe. En 2009, alors qu'il vit en Syrie, sa famille sent l'imminence d'une guerre civile et fuit la Syrie. De retour en Russie, il devient militant de l'opposition à Vladimir Poutine puis s'engage dans l'armée russe en tant que tireur d'élite aux frontières en 2019. Il finit par quitter l'armée russe, déçu. 
En 2021, il est arrêté par la police russe après avoir manifesté en soutien à l'opposant russe Alexeï Navalny alors que celui-ci a été arrêté et emprisonné,.
En 2022, alors que l'invasion de l'Ukraine par la Russie débute, Akel décide de quitter la Russie en passant clandestinement par les pays Baltes, à la mi-mars 2022. Il a l'intention de se présenter à l'ambassade d'Ukraine en Lettonie pour s'engager dans la Légion internationale de défense de l'Ukraine. Il réussit après deux tentatives avortées le long de la frontière lettone, à entrer sur le territoire estonien. 
Il rejoint la Légion Liberté de la Russie à l'hiver 2023, une unité officielle de l'armée ukrainienne composée d'opposants russes issus de tous les bords politiques. Il est tué lors d'une incursion en 2024 dans la région de Belgorod, alors que son unité affronte l'armée russe.